# Йосиф Гурко
Йосиф Владимирович Ромейко-Гурко (на руски: Йо̀сиф Владѝмирович Ромѐйко-Гу̀рко) е руски граф, офицер, генерал-фелдмаршал. Участник в Руско-турската война от 1877 – 1878. Отличава като суров, но способен, решителен и енергичен пълководец, служещ за пример на своите войници, делейки всички трудности наравно с тях. За своя голям принос в Освобождението на България е особено почитан в страната, където редица населени места и улици носят неговото име. Генерал-губернатор на Варшава от 1883 до 1894 г. – период, запомнен в полското общество с бруталността, фанатизма и антисемитизма при налагане на политиката на насилствена русификация.

## Биография
Йосиф Гурко е роден на 28 юли 1828 г. в Новгород в семейството на потомствен дворянин от беларуски произход. Ориентира се към военното поприще. Завършва Пажески корпус и постъпва на служба с първо офицерско звание корнет в гвардейския Хусарски полк (1846). Участва в боевете при Белбек по време на Кримската война.
Повишен е във военно звание капитан (1857). Завършва курсовете на Генералния щаб. Назначен е за адютант на император Александър II (1860). Повишен е във военно звание полковник (1861).
Участва в освобождаването на руските селяни от крепостна зависимост (1862 – 1866). Командир на 4-ти хусарски Мариуполски полк (1866). Повишен е във военно звание генерал-майор и член на императорската свита от 1870 г. Командир на Гренадирски полк, бригада от 2-ра гвардейска кавалерийска дивизия (1873). Повишен е във военно звание генерал-лейтенант с назначение за командир на 2-ра гвардейска кавалерийска дивизия (1876).
Участва в Руско-турската война от 1877 – 1878 като командир на Предния отряд от Действащата руската армия на Балканския полуостров. В неговия състав са и подразделения на Българското опълчение.
В първите дни на войната освобождава Търново. Установява контрол над проходите в средната част на Стара планина във взаимодействие с Габровския отряд с командир генерал-майор Валериан Дерожински. Превзема прохода Хаинбоаз, Казанлък и Стара Загора, като предизвиква паника в Цариград. След прехвърлянето на Централната армия с командир Сюлейман паша в Южна България следват тежки боеве при Нова Загора, село Джуранли и Стара Загора. Предният отряд отстъпва до Шипченския проход в Стара планина.
През октомври 1877 г. е назначен за командир на Кавалерийския корпус. Превзема село Горни Дъбник и село Телиш, с което се прекъсват снабдителните линии на обсадената в Плевен Западна османска армия с командир Осман паша. Допринася да се затвори блокадният пръстен на Плевен.
Назначен за командир на Западния руски отряд. Изтласква Орханийската османска армия от от Орханийското поле.
Особено известно и важно за развоя на войната е преминаването на неговия отряд през Стара планина в сурови зимни условия, довело до освобождаването на София и на Пазарджик. В този преход дава личен пример със своите издръжливост, бодрост и енергичност, делейки наравно с обикновените войници всички трудности – нощува на открито край огньовете и се задоволява със същите сухари, които имат продоволствие. В отговор на недоволството от прехода сред своите подчинени заявява:
| „ | Поставен съм над вас по волята на Господаря Император и само нему, на отечеството и историята дължа отчет за действията си. От вас изисквам безпрекословно подчинение и съм способен да заставя всички и всекиго да изпълнява точно, а не да критикува моите разпореждания. Моля всички да запомнят това много добре... Ако на големите е трудно, ще ги прибера в резерва, а напред ще тръгна с малките... | “ |

Нанася последно поражение на Сюлейман паша в битката при Пловдив и превзема Одрин, с което практически е сложен край на войната.
След войната е провъзгласен за граф и получава множество отличия. Повишен е във военно звание генерал от кавалерията от 1878 г. Назначен е за е губернатор на Санкт Петербург, временен губернатор на Одеса и командващ войските на Одеския военен окръг (1879 – 1883).
В периода 1883 – 1894 г. е генерал-губернатор на Варшава, където яростно провежда политиката на император Александър III за насилствена русификация. Във времето на управлението на император Александър II, 50 хиляди души са изпратени в изгнание, а други 20 хиляди са убити. Пресата е също жестоко потискана, за което основен двигател е съпругата на Гурко, Мария Андреевна; по думите на очевидци на събитията, тя цели не само да унижи и обезсърчи полските вестници, но и да покаже, че има власт над тях – власт, която може да бъде упражнена безжалостно. Поради тази фанатичност и бруталност в провежданата политика – също силно контрастираща с либералната, ненасилствена политика на много харесвания в полското общество предшественик на Гурко на губернаторския пост, генерал Пьотър Албедински – в Полша управлението на Гурко е възприемано крайно негативно. Журналистът Кажимеж Полак (1881 – 1961) го описва по следния начин:
| „ | Детството ми се падна в края на XIX век, когато така нареченото от Виенския конгрес Полско кралство, преименувано от руските шовинисти на Привислие, беше подложено от кърваво потушаване на януарското въстание на най-ужасяващо робство под драконовското управление – достойно за сатрапи – на продължителя на това дело, тогавашния царски наместник, генерал-губернатора Гурко. | “ |

Генерал-адютант от 1884 г. и генерал-фелдмаршал от 1894 г. Член на Държавния съвет.
Умира в семейното си имение Сахарово до Твер, където по-късно е открит негов музей. Погребан е в семейната гробница в местната църква „Свети Серафим Волоцки“.

## Памет
Името му в България днес носят град Гурково и две села: Гурково в област Добрич и Гурково в Софийска област. На него е наименувана софийската улица „Генерал Йосиф В. Гурко“, както и улици в Бургас, Русе, Стара Загора, Велико Търново, Добрич, Варна, Пазарджик, Поморие, Ихтиман, Хасково и Димитровград.